# Fußball-Landesliga Niedersachsen 1975/76
Die Landesliga Niedersachsen 1975/76 war die 27. Spielzeit der höchsten Amateurklasse im Niedersächsischen Fußballverband. Sie war eine Ebene unterhalb der drittklassigen Oberliga Nord angesiedelt und wurde in einer Staffel ausgetragen.

## Vereine
Im Vergleich zur Saison 1974/75 war keine Mannschaft aus der Regionalliga Nord abgestiegen, jedoch mit Eintracht Nordhorn und den Amateuren von Eintracht Braunschweig zwei Mannschaften aufgestiegen. Der Absteiger TuS Haste 01 wurde durch die drei Aufsteiger SV Atlas Delmenhorst und FG Winsen/Luhe (beide erstmals in der höchsten Amateurliga Niedersachsens) sowie BV Cloppenburg (Wiederaufstieg nach 13 Jahren) ersetzt.
| Verein                  | Stadt            | Kreis               | Qualifikation                        |
| ----------------------- | ---------------- | ------------------- | ------------------------------------ |
| VfB Peine               | Peine            | Peine               | Meister 1974/75                      |
| Sportfreunde Salzgitter | Salzgitter       |                     | 4. Platz 1974/75                     |
| Hannover 96 Amateure    | Hannover         |                     | 5. Platz 1974/75                     |
| TSV Helmstedt           | Helmstedt        | Helmstedt           | 6. Platz 1974/75                     |
| FC Schüttorf 09         | Schüttorf        | Grafschaft Bentheim | 7. Platz 1974/75                     |
| TuS Celle               | Celle            | Celle               | 8. Platz 1974/75                     |
| Wolfenbütteler SV       | Wolfenbüttel     | Wolfenbüttel        | 9. Platz 1974/75                     |
| TuS Lingen              | Lingen (Ems)     | Emsland             | 10. Platz 1974/75                    |
| Teutonia Uelzen         | Uelzen           | Uelzen              | 11. Platz 1974/75                    |
| FC Schöningen 08        | Schöningen       | Helmstedt           | 12. Platz 1974/75                    |
| Leu Braunschweig        | Braunschweig     |                     | 13. Platz 1974/75                    |
| Hannoverscher SC        | Hannover         |                     | 14. Platz 1974/75                    |
| VfL Oldenburg           | Oldenburg (Oldb) |                     | 15. Platz 1974/75                    |
| SV Atlas Delmenhorst    | Delmenhorst      |                     | Aufsteiger aus der Verbandsliga West |
| BV Cloppenburg          | Cloppenburg      | Cloppenburg         | Aufsteiger aus der Verbandsliga West |
| FG Winsen/Luhe          | Winsen (Luhe)    | Harburg             | Aufsteiger aus der Verbandsliga Ost  |

## Saisonverlauf
Die Meisterschaft und Teilnahme an der Aufstiegsrunde zur Oberliga Nord sicherte sich Atlas Delmenhorst. Als Zweit- und Drittplatzierter durften die Amateurmannschaft von Hannover 96 und der TuS Lingen ebenfalls teilnehmen. Delmenhorst konnte sich in seiner Gruppe durchsetzen und aufsteigen. Da gleichzeitig keine Mannschaft auf der Oberliga Nord abgestiegen war, musste nur die letztplatzierte Mannschaft absteigen. Der VfL Oldenburg verließ die Liga nach sieben Spielzeiten.

### Tabelle
| Pl.               | Verein                   | Sp. | S  | U  | N  | Tore    | Diff. | Punkte |
| ----------------- | ------------------------ | --- | -- | -- | -- | ------- | ----- | ------ |
| 1.                | SV Atlas Delmenhorst (N) | 30  | 19 | 5  | 6  | 071:250 | +46   | 43:17  |
| 2.                | Hannover 96 Amateure     | 30  | 18 | 7  | 5  | 068:280 | +40   | 43:17  |
| 3.                | TuS Lingen               | 30  | 15 | 9  | 6  | 064:410 | +23   | 39:21  |
| 4.                | VfB Peine (M)            | 30  | 15 | 8  | 7  | 061:340 | +27   | 38:22  |
| 5.                | TuS Celle                | 30  | 14 | 9  | 7  | 066:470 | +19   | 37:23  |
| 6.                | BV Cloppenburg (N)       | 30  | 13 | 9  | 8  | 064:420 | +22   | 35:25  |
| 7.                | FC Schüttorf 09          | 30  | 13 | 9  | 8  | 053:370 | +16   | 35:25  |
| 8.                | FG Winsen/Luhe (N)       | 30  | 13 | 7  | 10 | 059:550 | +4    | 33:27  |
| 9.                | Wolfenbütteler SV        | 30  | 12 | 7  | 11 | 059:460 | +13   | 31:29  |
| 10.               | FC Schöningen 08         | 30  | 11 | 8  | 11 | 048:480 | ±0    | 30:30  |
| 11.               | TSV Helmstedt            | 30  | 11 | 8  | 11 | 049:540 | −5    | 30:30  |
| 12.               | Sportfreunde Salzgitter  | 30  | 7  | 12 | 11 | 035:540 | −19   | 26:34  |
| 13.               | Hannoverscher SC         | 30  | 6  | 9  | 15 | 025:590 | −34   | 21:39  |
| 14.               | Teutonia Uelzen          | 30  | 6  | 8  | 16 | 040:580 | −18   | 20:40  |
| 15.               | Leu Braunschweig         | 30  | 6  | 5  | 19 | 037:830 | −46   | 17:43  |
| 16.               | VfL Oldenburg            | 30  | 0  | 2  | 28 | 012:100 | −88   | 02:58  |
| Stand: Saisonende |                          |     |    |    |    |         |       |        |

| (M) | Staffelsieger der Landesliga Niedersachsen 1974/75    |
| (A) | Absteiger aus der Oberliga Nord 1974/75               |
| (N) | Aufsteiger aus der Verbandsliga Niedersachsen 1974/75 |

## Aufstiegsrunde zur Landesliga
Die vier Meister der Verbandsligen ermittelten im Ligasystem die beiden Aufsteiger in die Landesliga. Die beiden erstplatzierten Mannschaften stiegen direkt auf.
| Pl.               | Verein                                         | Sp. | S | U | N | Tore    | Diff. | Punkte |
| ----------------- | ---------------------------------------------- | --- | - | - | - | ------- | ----- | ------ |
| 1.                | 1. FC Osterholz-Scharmbeck (Verbandsliga Nord) | 6   | 3 | 3 | 0 | 013:500 | +8    | 09:30  |
| 2.                | 1. FC Wunstorf (Verbandsliga Süd)              | 6   | 3 | 2 | 1 | 012:500 | +7    | 08:40  |
| 3.                | Falke Steinfeld (Verbandsliga West)            | 6   | 1 | 3 | 2 | 009:100 | −1    | 05:70  |
| 4.                | TuS Bodenteich (Verbandsliga Ost)              | 6   | 1 | 0 | 5 | 009:230 | −14   | 02:10  |
| Stand: Saisonende |                                                |     |   |   |   |         |       |        |